# 朱璠
朱璠（1475年—？年），字廷輝，四川重慶府合州人，民籍，治《易經》，明朝政治人物。

## 生平
四川鄉試第四十名舉人。正德六年（1511年）中式辛未科會試第一百二十一名，登第二甲第六十四名進士。

## 家族
曾祖朱文質；祖父朱清；父朱宣，母陶氏；繼氏姚氏。具庆下。